# Dragør
Dragør è un centro abitato danese situato nella regione di Hovedstaden. È sede amministrativa del comune omonimo.
La cittadina è situata sulla costa orientale dell'estremo meridionale dell'isola di Amager circa 12 km a sud di Copenaghen e si affaccia sull'Øresund.
Il centro abitato comprende l'antico villaggio agricolo di Store Magleby.
Nel medioevo Dragør era, insieme a Skanör-Falsterbo, uno dei centri principali per la pesca delle aringhe destinate ai mercati della Lega Anseatica.